# Sommaing
Sommaing és un municipi francès, situat a la regió dels Alts de França, al departament del Nord. L'any 2006 tenia 335 habitants. Limita al nord amb Quérénaing, al sud-est amb Vendegies-sur-Écaillon i a l'oest amb Verchain-Maugré.

## Demografia
| 1962                                       | 1968 | 1975 | 1982 | 1990 | 1999 | 2006 |
| ------------------------------------------ | ---- | ---- | ---- | ---- | ---- | ---- |
| 326                                        | 327  | 314  | 292  | 331  | 340  | 335  |
| Des de 1962: població sense dobles comptes |      |      |      |      |      |      |

## Administració
| Període | Identitat       | Partit |
| ------- | --------------- | ------ |
| 2001-   | Marc Carpentier |        |